# 탐파룰리

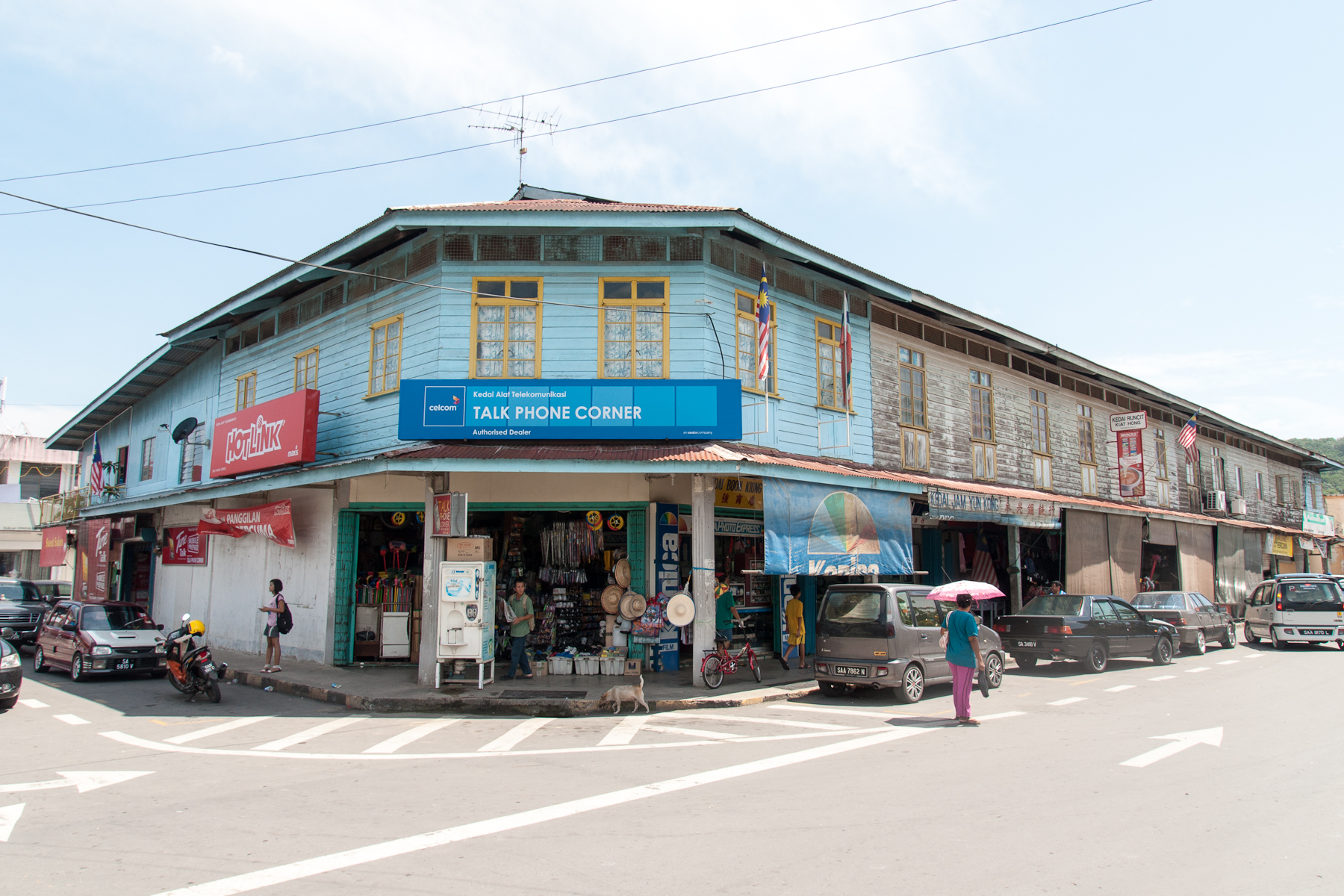

탐파룰리(말레이어: Tamparuli)는 말레이시아 사바주 북서해안 구역 투아란 내 소구역이다. 이 곳을 통과하면 키나발루산에 갈 수 있다. 주로 두순인이나, 중국인의 영향력이 매우 큰데, 이들은 가게의 대부분을 운영하고 있다. 말레이시아 전체는 물론 사바의 작은 마을들처럼, 이 마을도 새로 지은 콘크리트 상가 건물과, 낡은 나무 상가 건물이 존재하며, 근 몇년 간 있었던 일들을 보면 화재로 파괴될 가능성이 높다.
탐파룰리의 가장 유명한 랜드마크는 길게 매달린 다리이며, 유명 카다잔두순어 노래인 <탐파룰리의 다리>(Jambatan Tamparuli)에 잘 묘사되어 있다. 다른 다리는 자동차의 교통을 위해 지어졌으며, 길게 매달린 다리 밑에서 멀리까지 돌며 장마 시 대홍수가 발생하기도 한다.
탐파룰리는 코타키나발루와 산다칸을 잇는 도로를 벗어난 곳에 위치해 있는데, 코타키나발루로 가는 관광객들이 여기서 잠시 쉬었다 가는 것으로 매우 유명하다. 키울루로 가는 도중에 멈추는 길이기도 하며, 내·외국인 관광객들이 이곳에서 즐기는 급류타기는 인기만점이다.

## 관광
거꾸로 하우스(Rumah Terbalik)는 이 지역에서 매우 유명한 관광지이다. 말레이시아에서 유일하게 거꾸로 된 건물이며 낮에 가이드투어가 가능하다.
1. ↑  “Rumah Terbalik @ Tamparuli, Sabah”. 《Steffie Chan's Blog》. 2012년 10월 5일에 원본 문서에서 보존된 문서. 2013년 5월 29일에 확인함.